# Guy Barnett (homme politique britannique)
Pour les articles homonymes, voir Guy Barnett et Barnett.
Nicolas Guy Barnett (23 août 1928 - 24 décembre 1986) est un homme politique du parti travailliste et député du sud du Dorset après une victoire aux élections partielles en 1962, jusqu'à ce qu'il soit battu en 1964, puis pour Greenwich de 1971 à 1986.

## Jeunesse
Il fait ses études à la Highgate School et à St Edmund Hall, à Oxford. Il enseigne à la Queen Elizabeth Grammar School, Wakefield, de 1953 à 1959 et à Friends 'School, Kamusinga, au Kenya, de 1960 à 1961. Il travaille ensuite pour diverses associations caritatives de développement, jusqu'en 1962.

## Carrière parlementaire
Après s'être présenté sans succès Scarborough et Whitby en 1959, Barnett est élu député de South Dorset lors d'une élection partielle en novembre 1962  après que le député conservateur sortant Victor Montagu ait été élevé à la pairie en tant que comte de Sandwich. Barnett n'occupe le siège que brièvement après avoir été battu aux élections générales de 1964.
Il est réélu au Parlement en tant que député de Greenwich lors d'une élection partielle en juillet 1971, à la suite de la démission du député travailliste en exercice Richard Marsh pour devenir président de British Rail, et occupe le siège jusqu'à sa mort la veille de Noël 1986. L'élection partielle qui suit en février 1987 est remportée par la candidate du SDP Rosie Barnes .
Guy Barnett est sous-secrétaire d'État parlementaire, au ministère de l'Environnement, sous Peter Shore, de 1976 à 1979 (lorsque les travaillistes perdent les élections générales de cette année-là) et co-secrétaire du Groupe parlementaire sur le développement outre-mer de 1984 à 1986.
Il est membre du Comité parlementaire spécial sur les relations interraciales et l'immigration de 1972 à 1974 et du Comité des comptes publics en 1975.
Il est membre du Parlement européen de 1975 à 1976, en tant que délégué nommé du Parlement britannique.

## Autres postes
Il est membre du Conseil consultatif général de la BBC de 1973 à 1976, siège au conseil d'administration de Christian Aid de 1984 à 1986, gouverneur de l'Institute of Development Studies de 1984 à 1986 et administrateur du National Maritime Museum, Greenwich de 1974 à 1976. Il est également juge de paix.
En 1965, la presse de l'Université de Cambridge publie son livre, By the Lake, sur la culture kenyane .
En 1967, il épouse Daphné Anne Hortin. Ils ont deux enfants, un fils et une fille. Il est décédé la veille de Noël 1986, à 58 ans.